# Lovisa Christina Schönherr & Son
Lovisa Christina Schönherr & Son var en svensk sidenfabrik i Stockholm som grundades på 1760-talet. Grundare var Johan Christian Schönherr. Den upphörde troligen 1854.

## Historia
Johan Christian Schönherr hade utvandrat från kurfurstendömet Sachsen till Stockholm där han under 1760-talet grundade en sidenfabrik. Vid hans bortgång 1783 övertogs firman av hans hustru Lovisa Christina Schönherr som drev den fram till 1805 då den den 23 mars övertogs av sonen Carl Johan Schönherr och dennes kompanjon Erik Lundgren. Schönherr lämnar den 16 april 1811 den aktiva ledningen av firman, och Lundgren driver den vidare, dock kvarstod Carl Johan Schönherr med sin ägarandel. Fabriken hade vid Schönherrs övertagande 1805 ca 75 vävstolar och 200 anställda, vilket gjorde den till en av de större i huvudstaden. Själva fabriken låg troligen på Götgatan 51.
Efter Erik Lundgren död drevs bolaget vidare av hans son Edvin Lundgren men då denne avled 1839, beslöt hans mor Maria Elisabeth Lundgren samt Carl Johan Schönherr att lämna bolaget helt, och överlåta det till Lundgrens måg A. Klefberg. Det nya bolaget kallades A. Klefberg och startade sin verksamhet den 8 juni 1839. Klefberg gjorde dock konkurs under hösten 1843, och den meddelades slutligen den 16 december 1843 i Stockholms rådhusrätt.
Efter Klefberg tog Edvard Liné över firman 1844 och han flyttade fabriken från Götgatan 51 till Kirsteinska huset i Klara. Fabriken hade efter flytten 35 vävstolar. Alla anställda vid denna tid var kvinnor, förutom två män som vävde damast. Firman sattes troligen i konkurs 1854, och Liné uppgav inför Stockholms rådhusrätt den 12 april 1855 att den totala bristen eller förlusten uppgick till dryga 10 600 riksdaler. Därmed upphörde firman.

### Tyger
Fabriken producerade vid 1850-talet följande tygkvalitéer;
- Gros de Naples
- Gros de France
- Satin
- Marcelin
- Schaletter i siden – barcellonadukar
- Schaletter i:
  - Kypert
  - Carlé
  - Damast
  - Fiancé

## Bolagsnamn
- 1760–1783 - Johan Christian Schönherr
- 1783–1791 - Lovisa C. Schönherr upa
- 1791–1805 - Lovisa C. Schönherr & Son.
- 1805–1811 - C.J. Schönherr Companie.
- 1811–1839 - Schönherr & Lundgren
- 1839–1844 - A. Klefberg
- 1844–1854 - Edvard Linés Sidenfabrik